# 山岳賞
山岳賞（さんがくしょう）とは、自転車ロードレースにおいて山岳部門賞を制した選手に与えられる賞である。この賞を制した選手を「山岳王（さんがくおう）」とも呼ぶ。

## 概要
自転車ロードレースにおいては、総合タイムの優劣で覇を競う総合成績とは別に、コースが丘や山脈を越える峠の頂上付近に山岳賞地点を設定し、その地点の通過順位によって与えられるポイントの合計によって争われる山岳部門賞がある。この山岳賞地点は、難度の高さに応じて、最も難度の高い地点を「カテゴリー超級」とし、以下順番に最も難度の低い地点をカテゴリー4級として設けて、その地点を通過した順に選手に高いポイントが付与されるが、各カテゴリーのポイント設定は難度に応じて異なり、超級のポイント設定は最も高い。そして完走した選手の中で、最もポイントを多く稼いだ選手が『山岳賞』を受賞し、“山岳王”の称号を得る。
ツール・ド・フランス、ジロ・デ・イタリアでは1933年より山岳部門賞が設けられ、その後、その他のレースにおいても山岳賞が設けられるようになった。
グランツールなどのステージレース（複数の日数にわたって行われるレース）においては、総合優勝争いとは別にこの賞の争いも注目される。そして年によっては、同一の選手がこの賞と総合優勝の両方を獲得するケースもある。
ワンデーレース（一日のみのレース）の中にも山岳に占める割合が高く、山岳賞のあるレースが存在するが、山岳賞争いが注目されるのは一般的にはグランツールをはじめとしたステージレースである。
コースが山岳のみのヒルクライムでは優勝が山岳賞と同意義である。

## 各カテゴリーの目安
山岳地点の各カテゴリーは、基本的に各レースの主催者が独自の判断で付与するものであり、統一的な基準は定められていない。ただグランツールなどの本格的ステージレースの場合、おおむね次のような傾向を持っている。
- 超級：標高差1000〜1500m以上
- 1級：標高差600〜800m以上
- 2級：標高差400m以上
- 3級：標高差150〜200m以上
- 4級：それ以下。主催者の判断に委ねられる。

この他、勾配の厳しさやコース中の位置なども考慮される。勾配は、平均で4〜5%以上、最大で6.5%以上あることが多い。ツール・ド・フランスでは、コース中最も厳しい勾配でも10%前後であるが、ジロ・デ・イタリアでは22パーセント（モンテ・ゾンコラン）、ブエルタ・ア・エスパーニャでは23.5パーセント（アングリル）といった、“激坂”とも呼ばれる厳しい勾配が登場することがある。

## 著名なる『山岳王』

### グランツールにおける通算獲得回数上位選手
フェデリコ・バーモンテス（スペイン）…9回
ツール・ド・フランス 6回（1954, 1958, 1959, 1962, 1963, 1964）
ジロ・デ・イタリア 1回（1956）
ブエルタ・ア・エスパーニャ 2回 （1957, 1958）
ジーノ・バルタリ（イタリア）…9回
ツール・ド・フランス 2回（1938, 1948）
ジロ・デ・イタリア 7回（1935, 1936, 1937, 1939, 1940, 1946, 1947）
ルシアン・バンインプ（ベルギー）…8回
ツール・ド・フランス 6回 （1971, 1972, 1975, 1977, 1981, 1983）
ジロ・デ・イタリア 2回（1982, 1983）

### 全グランツール受賞達成者
過去に2人達成している。
フェデリコ・バーモンテス（スペイン）…重複を避けるため、成績は上記参照
ルイス・エレラ（コロンビア）
ツール・ド・フランス 2回（1985,1987）
ジロ・デ・イタリア 1回（1989）
ブエルタ・ア・エスパーニャ 2回（1987,1991）

## グランツールにおける山岳賞受賞選手
| 年   | ツール・ド・フランス                                         | ジロ・デ・イタリア                          | ブエルタ・ア・エスパーニャ     |
| ---- | ------------------------------------------------------------ | ------------------------------------------- | ------------------------------ |
| 1933 | ビセンテ・トルエバ                                           | アルフレッド・ビンダ                        | -                              |
| 1934 | ルネ・ヴィエット                                             | レーモ・ベルトーニ                          | -                              |
| 1935 | フェリシアン・フェルヴァーク                                 | ジーノ・バルタリ                            | エドアルド・モリナール         |
| 1936 | フリアン・ベレンデロ                                         | ジーノ・バルタリ                            | サルバドール・モリナ           |
| 1937 | フェリシアン・フェルヴァーク                                 | ジーノ・バルタリ                            | -                              |
| 1938 | ジーノ・バルタリ                                             | ジョヴァンニ・ヴァレッティ                  | -                              |
| 1939 | シルヴェール・マース                                         | ジーノ・バルタリ                            | -                              |
| 1940 | -                                                            | ジーノ・バルタリ                            | -                              |
| 1941 | -                                                            | -                                           | フェルミン・トルエバ           |
| 1942 | -                                                            | -                                           | フリアン・ベレンデロ           |
| 1945 | -                                                            | -                                           | フリアン・ベレンデロ           |
| 1946 | -                                                            | ジーノ・バルタリ                            | エミリオ・ロドリゲス           |
| 1947 | ピエッレ・ブランビッラ                                       | ジーノ・バルタリ                            | エミリオ・ロドリゲス           |
| 1948 | ジーノ・バルタリ                                             | ファウスト・コッピ                          | ベルナルド・ルイス             |
| 1949 | ファウスト・コッピ                                           | ファウスト・コッピ                          | -                              |
| 1950 | ルイゾン・ボベ                                               | ユーゴ・コブレ                              | エミリオ・ロドリゲス           |
| 1951 | ラファエル・ジェミニアーニ                                   | ルイゾン・ボベ                              | -                              |
| 1952 | ファウスト・コッピ                                           | ラファエル・ジェミニアーニ                  | -                              |
| 1953 | ヘスス・ロロニョ                                             | パスクアーレ・フォルナーラ                  | -                              |
| 1954 | フェデリコ・バーモンテス                                     | ファウスト・コッピ                          | -                              |
| 1955 | シャルリー・ゴール                                           | ガストネ・ネンチーニ                        | ジュゼッペ・ブラッティ         |
| 1956 | シャルリー・ゴール                                           | シャルリー・ゴール フェデリコ・バーモンテス | ニーノ・デフィリッピス         |
| 1957 | ガストネ・ネンチーニ                                         | ラファエル・ジェミニアーニ                  | フェデリコ・バーモンテス       |
| 1958 | フェデリコ・バーモンテス                                     | ジャン・ブランカルト                        | フェデリコ・バーモンテス       |
| 1959 | フェデリコ・バーモンテス                                     | シャルリー・ゴール                          | アントニオ・スアレス           |
| 1960 | イメリオ・マッシニャン                                       | リック・ファン・ローイ                      | アントニオ・カルマニ           |
| 1961 | イメリオ・マッシニャン                                       | ヴィート・タッコーネ                        | アントニオ・カルマニ           |
| 1962 | フェデリコ・バーモンテス                                     | アンヘリノ・ソレル                          | アントニオ・カルマニ           |
| 1963 | フェデリコ・バーモンテス                                     | ヴィート・タッコーネ                        | フリオ・ヒメネス               |
| 1964 | フェデリコ・バーモンテス                                     | フランコ・ビトッシ                          | フリオ・ヒメネス               |
| 1965 | フリオ・ヒメネス                                             | フランコ・ビトッシ                          | フリオ・ヒメネス               |
| 1966 | フリオ・ヒメネス                                             | フランコ・ビトッシ                          | グレゴリオ・サン・ミゲル       |
| 1967 | フリオ・ヒメネス                                             | アウレリオ・ゴンサレス                      | マリアーノ・ディアス           |
| 1968 | アウレリオ・ゴンサレス                                       | エディ・メルクス                            | フランシスコ・ガビカ           |
| 1969 | エディ・メルクス                                             | クラウディ・ミケロット                      | ルイス・オカーニャ             |
| 1970 | エディ・メルクス                                             | マルタン・ファン・デン・ボスヘ              | アグスティン・タマメス         |
| 1971 | ルシアン・バンインプ                                         | ホセ・マヌエル・フエンテ                    | ヨープ・ズートメルク           |
| 1972 | ルシアン・バンインプ                                         | ホセ・マヌエル・フエンテ                    | ホセ・マヌエル・フエンテ       |
| 1973 | ペドロ・トレス                                               | ホセ・マヌエル・フエンテ                    | ホセルイス・アビジェイラ       |
| 1974 | ドミンゴ・ペルレナ                                           | ホセ・マヌエル・フエンテ                    | ホセルイス・アビジェイラ       |
| 1975 | ルシアン・バンインプ                                         | フランシスコ・ガルドス アンドレス・オリバ   | アンドレス・オリバ             |
| 1976 | ジャンカルロ・ベッリーニ                                     | アンドレス・オリバ                          | アンドレス・オリバ             |
| 1977 | ルシアン・バンインプ                                         | ファウスティノ・フェルナンデス              | ペドロ・トレス                 |
| 1978 | マリアーノ・マルティネス                                     | ウエリ・ズッター                            | アンドレス・オリバ             |
| 1979 | ジョヴァンニ・バッタリン                                     | クラウディオ・ベルトロット                  | フェリペ・ヤネス               |
| 1980 | レイモン・マルタン                                           | クラウディオ・ベルトロット                  | フアン・フェルナンデス         |
| 1981 | ルシアン・バンインプ                                         | クラウディオ・ベルトロット                  | ホセ・ルイス・ラギア           |
| 1982 | ベルナール・ヴァレ                                           | ルシアン・バンインプ                        | ホセ・ルイス・ラギア           |
| 1983 | ルシアン・バンインプ                                         | ルシアン・バンインプ                        | ホセ・ルイス・ラギア           |
| 1984 | ロバート・ミラー                                             | ローラン・フィニョン                        | フェリペ・ヤネス               |
| 1985 | ルイス・エレラ                                               | ホセ・ルイス・ナバロ                        | ホセ・ルイス・ラギア           |
| 1986 | ベルナール・イノー                                           | ペドロ・ムニョス                            | ホセ・ルイス・ラギア           |
| 1987 | ルイス・エレラ                                               | ロバート・ミラー                            | ルイス・エレラ                 |
| 1988 | スティーブン・ルークス                                       | アンドリュー・ハンプステン                  | アルバロ・ピノ                 |
| 1989 | ヘルト＝ヤン・テュニス                                       | ルイス・エレラ                              | オスカル・バルガス             |
| 1990 | ティエリ・クラベイローラ                                     | クラウディオ・キアプッチ                    | ホセ・マルティン・ファルファン |
| 1991 | クラウディオ・キアプッチ                                     | イニャキ・ガストン                          | ルイス・エレラ                 |
| 1992 | クラウディオ・キアプッチ                                     | クラウディオ・キアプッチ                    | カルロス・エルナンデス         |
| 1993 | トニー・ロミンゲル                                           | クラウディオ・キアプッチ                    | トニー・ロミンゲル             |
| 1994 | リシャール・ヴィランク                                       | パスカル・リシャール                        | リュク・ルブラン               |
| 1995 | リシャール・ヴィランク                                       | マリアーノ・ピッコリ                        | ローラン・ジャラベール         |
| 1996 | リシャール・ヴィランク                                       | マリアーノ・ピッコリ                        | トニー・ロミンゲル             |
| 1997 | リシャール・ヴィランク                                       | ホセ・ハイメ・ゴンサレス                    | ホセ・マリア・ヒメネス         |
| 1998 | クリストフ・リネロ                                           | マルコ・パンターニ                          | ホセ・マリア・ヒメネス         |
| 1999 | リシャール・ヴィランク                                       | ホセ・ハイメ・ゴンサレス                    | ホセ・マリア・ヒメネス         |
| 2000 | サンティアゴ・ボテロ                                         | フランチェスコ・カーザグランデ              | カルロス・サストレ             |
| 2001 | ローラン・ジャラベール                                       | フレディ・ゴンサレス                        | ホセ・マリア・ヒメネス         |
| 2002 | ローラン・ジャラベール                                       | フリオ・ペレス・クアピオ                    | アイトール・オサ               |
| 2003 | リシャール・ヴィランク                                       | フレディ・ゴンサレス                        | フェリックス・カルデナス       |
| 2004 | リシャール・ヴィランク                                       | ファビアン・ヴェークマン                    | フェリックス・カルデナス       |
| 2005 | ミカエル・ラスムッセン                                       | ホセ・ルハノ                                | ホアキン・ロドリゲス           |
| 2006 | ミカエル・ラスムッセン                                       | フアン・マヌエル・ガラーテ                  | エゴイ・マルチネス             |
| 2007 | マウリシオ・ソレール                                         | レオナルド・ピエポリ                        | デニス・メンショフ             |
| 2008 | なし ベルンハルト・コール （ドーピング違反により没収）       | エマヌエーレ・セッラ                        | ダヴィ・モンクティエ           |
| 2009 | なし フランコ・ペッリツォッティ （ドーピング違反により没収） | ステファノ・ガルゼッリ                      | ダヴィ・モンクティエ           |
| 2010 | アントニー・シャルトー                                       | マシュー・ロイド                            | ダヴィ・モンクティエ           |
| 2011 | サムエル・サンチェス                                         | ステファノ・ガルゼッリ                      | ダヴィ・モンクティエ           |
| 2012 | トマ・ヴォクレール                                           | マッテオ・ラボッティーニ                    | サイモン・クラーク             |
| 2013 | ナイロ・キンタナ                                             | ステファノ・ピラッツィ                      | ニコラ・ウデ                   |
| 2014 | ラファウ・マイカ                                             | ジュリアン・アレドンド                      | ルイス・レオン・サンチェス     |
| 2015 | クリス・フルーム                                             | ジョヴァンニ・ヴィスコンティ                | オマル・フライレ               |
| 2016 | ラファウ・マイカ                                             | ミケル・ニエベ                              | オマル・フライレ               |
| 2017 | ワレン・バルギル                                             | ミケル・ランダ                              | ダヴィデ・ヴィッレッラ         |
| 2018 | ジュリアン・アラフィリップ                                   | クリス・フルーム                            | トーマス・デ・ヘント           |
| 2019 | ロメン・バルデ                                               | ジュリオ・チッコーネ                        | ジョフリー・ブシャール         |
| 2020 | タデイ・ポガチャル                                           | ルーベン・ゲレイロ                          | ギョーム・マルタン             |
| 2021 | タデイ・ポガチャル                                           | ジョフリー・ブシャール                      | マイケル・ストーラー           |
| 2022 | ヨナス・ヴィンゲゴー                                         | クーン・バウマン                            | リチャル・カラパス             |
| 2023 | ジュリオ・チッコーネ                                         | ティボー・ピノ                              | レムコ・エヴェネプール         |

※太字は総合優勝&山岳賞

※斜太字は総合優勝&山岳賞&ポイント賞